# Обі Трайс
Обі Трайс (англ. Obie Trice, * 14 листопада 1977, Детройт, Мічиган, США) — американський співак-репер родом із Детройта.
На відміну від багатьох інших реп-виконавців, він виступає під своїм справжнім ім'ям, а не псевдонімом, про що говорить на початку однієї з своїх пісень, Rap Name. З 2000 року має контракт з лейблом Shady Records, покинув лейбл 2008 року.

## Біографія
Обі Трайс захопився репом в 11 років, коли мама подарувала йому караоке, за допомогою якого він накладав свої рими на біти N.W.A, Run DMC і Big Daddy Kane. В 14 років брав участь в детройтських реп-змаганнях, що проводяться в «Hip-hop Shop», організатором яких був Proof з D12. В 1990-х роках він стає відомим в рідному місті завдяки композиціям «Respect», «My Club», «Dope Jobs Homeless», «The Well Known Asshole».
У 1999 році інший учасник D12, Bizarre, познайомив його з Емінемом. Той був дуже вражений, коли Обі зачитав реп через вікно машини, в якій сидів Емінем, і незабаром запропонував контракт зі своєю компанією Shady Records. До виходу свого дебютного альбому в 2003 році, Обі бере участь в записі альбому "Devils Night" D12 і саундтрека до фільму 8 миля, де він зіграв також і невелику роль. У синглі Емінема "Without Me" звучить семпл з його пісні «Rap Name».
Його альбом Cheers вийшов 23 вересня 2003. Сингл «Got Some Teeth» дає хороше розкручування на радіо. Альбом містить 17 композицій, продюсерами яких були Eminem, Dr. Dre, Timbaland, Mike Elizondo, Emile, Fredwreck і Kon Artis. Свої куплети в деяких треках записали Busta Rhymes, Eminem, 50 Cent, Lloyd Banks, Dr. Dre, Nate Dogg і D12.
3 1 грудня 2005 року на Трайса було здійснено замах, коли він з подружкою повертався з вечірки. Одна з куль, випущених в нього, попала в голову, але він зумів доїхати до будинку, після чого був доставлений до лікарні і випущений наступного дня. Хірурги вирішили не витягати кулю з черепа, оскільки це було дуже небезпечно.
Свій другий альбом він випустив 15 серпня 2006 і називалася робота "Second Round's on Me". Платівка має 18 треків, музику для яких 
зробили Eminem, Emile, Akon, Witt & Pep, Swinga, Trell і J. R. Rotem. А гостями були Akon, Brick & Lace, Nate Dogg, Trey Songz, Big Herk, Eminem, Trick Trick і 50 Cent. Цей альбом не дотягнув до успіху першого.
На даний час ведеться робота над третьою його роботою під назвою "Bottom's Up". Але більше інформації щодо альбому нерозголошується.
А 30 червня 2008 року Обі покинув лейбл Емінема Shady Records, по невизначеним причинам. Але робота над альбомом продовжується, і він повинен вийти 2009 року.

## Дискографія

### Студійні альбоми
- 2003: Cheers
- 2006: Second Round's on Me
- 2012: Bottoms Up
- 2015: The Hangover

### Компіляції
- 2009: Special Reserve

### Мікстейпи
- 2003: The Bar Is Open (з DJ Green Lantern)
- 2006: Bar Shots (з DJ Whoo Kid)
- 2007: The Most Under Rated (з DJ Whoo Kid)
- 2012: Watch The Chrome